# Pojezierze (Olsztyn)

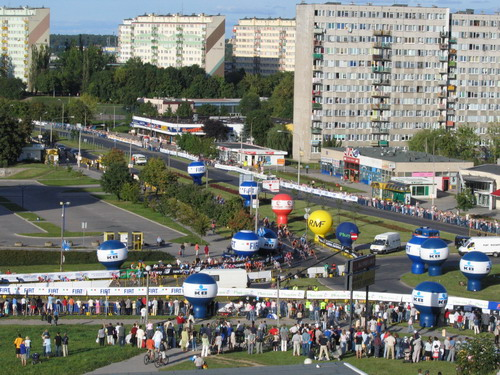
Pojezierze ul. Dworcowa podczas Tour de Pologne

Pojezierze – osiedle (jednostka pomocnicza gminy), będące częścią oficjalnego podziału administracyjnego Olsztyna. Trzecie pod względem liczby ludności w mieście. Na terenie osiedla znajduje się Park Kusocińskiego.

## Granice osiedla
- od północy: od skrzyżowania ul. A. Mickiewicza z ul. B. Głowackiego w kierunku północno-wschodnim ulicą B. Głowackiego i dalej do skrzyżowania  ul. W. Kętrzyńskiego z ul. Jasną. Tu załamuje się w kierunku wschodnim i północnym skrajem ul. W. Kętrzyńskiego biegnie do ul. Dworcowej, przecina ją, dalej dąży południowym skrajem ul. Towarowej do torów kolejowych, następnie załamuje się w kierunku południowo-wschodnim i po torach kolejowych biegnie do skrzyżowania z osiedlem Mazurskim. Od północy graniczy z osiedlem Kętrzyńskiego.
- od południa: granica przebiega w kierunku południowo-zachodnim wzdłuż torów kolejowych, następnie  linią  prostą  do  zaplecza  nieruchomości  przy al. Marszałka J. Piłsudskiego 73, gdzie załamuje się w kierunku południowym i dociera do al. Marszałka J. Piłsudskiego. Dalej biegnie al. Marszałka J. Piłsudskiego do skrzyżowania z ul. kard. S. Wyszyńskiego i dalej północnym skrajem al. Marszałka J. Piłsudskiego przez plac Inwalidów Wojennych do nr porządkowego 53. Następnie granica  załamuje się w  kierunku północnym i zapleczem ul. J. Grotha dochodzi do Parku im. J. Kusocińskiego. Tu załamuje się w kierunku północno-zachodnim i dąży do skrzyżowania ul. A. Mickiewicza z ul. B. Głowackiego do punktu  wyjścia  i  graniczy z północno-wschodnią stroną osiedla Kościuszki i północną stroną osiedla Kormoran.

## Komunikacja

### Ulice
Do głównych dróg osiedla należą ulice Dworcowa i Leonharda. Do centrum miasta mieszkańcy Pojezierza dostać się mogą ulicą Kołobrzeską oraz aleją Piłsudskiego, przebiegającą południowym skrajem osiedla. Na terenie osiedla znajdują się dwa ronda: Plac Ofiar Katynia oraz Plac Inwalidów Wojennych.

### Komunikacja miejska
Przez teren osiedla przebiegają trasy 12 linii dziennych oraz jednej nocnej: 103, 106, 107, 110, 113, 121, 126, 128, 131, 141, 304, 305 oraz N01.

## Edukacja
Na terenie osiedla znajdują się:
- Szkoła Podstawowa nr 3
- Gimnazjum nr 3
- Zespół Szkół Chemicznych i Ogólnokształcących im. Jędrzeja Śniadeckiego
  - VII Liceum Ogólnokształcące im. Jędrzeja Śniadeckiego
  - Technikum Nr 8
- XI Liceum Ogólnokształcące
- Zespół Szkół Mechaniczno-Energetycznych im. Tadeusza Kościuszki
- Przedszkole Miejskie Nr 12
- Przedszkole Miejskie Nr 36
- Przedszkole Miejskie Nr 37
- Przedszkole Miejskie Nr 39